# 科莫劳·伊姆赖
科莫劳·伊姆赖（匈牙利語：Komora Imre，1940年6月5日—2024年8月15日），匈牙利男子足球运动员，司职中场。他曾代表匈牙利国奥队参加1964年夏季奥林匹克运动会足球比赛，获得一枚金牌。